# ماري حداد
ماري شيحا حداد (1889 - 1973) هي رسامة وفنانة تشكيلية لبنانية.

## حياتها
ولدت ماري حداد عام 1889 في بيروت ، لعائلة لبنانية معروفة، أكملت تعليمها في عام 1908 في المدرسة الفرنسية الحصرية، حيث درست أعمال الأساتذة الفرنسيين في كل من الأدب والفنون، بدأت مسيرتها في الرسم في أوائل العشرينيات من القرن الماضي، تلقت بعض التعليمات والتدريبات الفنية على يد الفنان الفرنسي كوبر بين عام 1924 و1925، حيث درست لديه في مدرسة الفنون في بيروت، أقامت معرض فني في عام 1930 وعرضت رسوماتها التي اشتهرت بها حول البدو الرحل والمرتفعات والطبيعة، وبسبب اهتمام اغلب لوحاتها بالبدو الرحل لقبت بـ"الفنانة البدوية"، دُعيت من قبل السفيرة الفرنسية في لبنان، كومت دي مارتل، في عام 1933 لعرض أعمالها في باريس، أقامت معرضها الشخصي الأول عام 1933 في معرض جورج بيرنهايم والتي استمرت عرضه كل سنة حتى عام 1940، وبسبب الحرب العالمية الثانية اختفت العديد من أعمالها وعلى اثرها توفيت ابنتها ماجدة، والتي أثرت فيها كثيراً حتى وفاتها في عام 1973.

## عضوية
- رئيسة جمعية الفنانين اللبنانيين.[5]

## حياة شخصية
تزوجت ماري من جورج حداد عام 1916، ورُزقت بثلاث بنات، ماجدة (1918 - 1945) وأندريه (1919 - 1995) وزينة (1922-).